# Barracão
Barracão là một đô thị thuộc bang Paraná, Brasil. Đô thị này có diện tích 163,931 km², dân số năm 2007 là 9275 người, mật độ 54,8 người/km².